# Cetatea ascunsă (film)
Cetatea ascunsă este un film românesc din 1987 regizat de Adrian Petringenaru. Rolurile principale au fost interpretate de copiii Răzvan Baciu, Alina Dumitrescu și Horațiu Medveșan și de actorii Ilarion Ciobanu, Ovidiu Moldovan și Ștefan Velniciuc.

## Distribuție
Distribuția filmului este alcătuită din:
- Răzvan Baciu — pionierul Tic, fratele mai mic al Mariei, membru al echipei cireșarilor
- Alina Dumitrescu — pioniera Maria Florescu, membră a echipei cireșarilor, campioană la schi în finala Daciadei
- Horațiu Medveșan — pionierul Victor Medveșan, membru al echipei cireșarilor, campion la schi în finala Daciadei
- Andrei Guran — pionierul Teodor Teodoru poreclit „Ursu”, membru al echipei cireșarilor
- Robert Enescu — pionierul Ionel Enescu, membru al echipei cireșarilor
- Alina Croitoru — pioniera Lucia Istrate, membră a echipei cireșarilor
- Runa Petringenaru — pioniera Oana, fiica unui arheolog cazat la cabana Izvorul Cerbului, prietena cireșarilor
- Alexandru Rotaru — pionierul Dan Rotaru, membru al echipei cireșarilor
- Angela Ioan — profesoara Cornelia, instructoarea de schi a echipei cireșarilor
- Ilarion Ciobanu — șeful șantierului arheologic, tatăl Oanei
- Ovidiu Moldovan — arheologul brunet
- Ștefan Velniciuc — arheologul blond
- Victoria Cociaș-Șerban — dna Popescu, cabaniera (menționată Victoria Șerban)
- Ion Răcășan
- Gelu Pătrăuceanu
- Constantin Boncu
- Blaziu Orban
- Nicolae Pestrea
- Nicolae Stinghe
- Petru Barbier
- Gabor Nicolae Fazakaș
- Gabi Socaciu
- Horia Oros
- Gheorghe Vasilescu

## Primire
Filmul a fost vizionat de 1.031.341 de spectatori în cinematografele din România, după cum atestă o situație a numărului de spectatori înregistrat de filmele românești de la data premierei și până la data de 31 decembrie 2014 alcătuită de Centrul Național al Cinematografiei.